# San Francisco el Viejo
San Francisco el Viejo är en ort i Mexiko.   Den ligger i kommunen Tierra Blanca och delstaten Veracruz, i den sydöstra delen av landet, 280 km öster om huvudstaden Mexico City. San Francisco el Viejo ligger 165 meter över havet och antalet invånare är 133.
Terrängen runt San Francisco el Viejo är platt, och sluttar brant österut. Runt San Francisco el Viejo är det ganska tätbefolkat, med 70 invånare per kvadratkilometer. Närmaste större samhälle är Tezonapa, 19,8 km sydväst om San Francisco el Viejo. Trakten runt San Francisco el Viejo består till största delen av jordbruksmark.